# Štěpnice (Orlická tabule)
Štěpnice (309 m n. m.) je vrch v okrese Náchod Královéhradeckého kraje. Leží asi 0,5 km severovýchodně od vsi Kleny na jejím katastrálním území.

## Geomorfologické zařazení
Geomorfologicky vrch náleží do celku Orlická tabule, podcelku Úpsko-metujská tabule a okrsku Novoměstská tabule.
Podle alternativního členění Balatky a Kalvody náleží vrch ještě do podokrsku Nahořanská kotlina.